# François Mercier (homme politique)
Pour les articles homonymes, voir François Mercier et Mercier.
François Mercier, né à Montcenis le 5 janvier 1891, mort au Creusot le 22 décembre 1963,, est un homme politique français. 
Second de la liste présentée par le Parti communiste français (Waldeck Rochet occupant le premier rang), il fut élu député de Saône-et-Loire en octobre 1945 pour siéger  à la première assemblée nationale Constituante. Il était réélu en juin 1946. Non candidat à la députation en novembre 1946, il était élu au mois de décembre de cette année-là au Conseil de la République. Il est battu lors du renouvellement de 1948.

## Biographie
François Mercier était ouvrier métallurgiste aux Usines Schneider du Creusot. Selon le Dictionnaire biographique du mouvement ouvrier français, il ne serait pas "resté longtemps " chez cet employeur : ayant relancé l'activité d'un syndicat dans ce fief industriel dirigé vpar la famille Schneider, il était licencié en 1927. À son activité syndicale il joignait un militantisme au Parti communiste français. En avril 1936, il en est le candidat dans la deuxième circonscription d'Autun dont Le Creusot faisait partie. Il obtenait  1 000 voix (6,7 % des suffrages exprimés) et se désistait pour le candidat socialiste (SFIO) qui ne fut pas élu. Il était alors conseiller municipal d'un village proche du Creusot, Saint-Firmin.
Il fut interné au camp de Chibron en 1940, puis dans d'autres camps tandis qu'il participait activement à la Résistance. Il devenait à la Libération maire-adjoint du Creusot.

### Député de Saône-et-Loire
François Mercier fut élu lors des élections à la Première Assemblée nationale constituante. La liste présentée par le PCF obtenait 77 113 suffrages soit 31,6 %, dans le département de Saône-et-Loire, où en 1936 ses huit candidats n'avaient recueilli au total que 16 995 voix (12, 39 % des suffrages). François Mercier était réélu à la deuxième Assemblée nationale constituante le 2 juin 1946. La liste communiste obtenait 77 489 suffrages (soit 30,4 %, car il y avait plus de votants). Il devait s'effacer aux élections de novembre 1946 et laisser la seconde place à Rémy Boutavant. François Mercier devait conduire la liste que présentait son parti aux élections du Conseil de la République (décembre 1946), nouveau nom du Sénat. Il y était élu recueillant 371 suffrages de grands électeurs et arrivant bon premier. Le renouvellement de novembre 1948 lui fut fatal, en raison du mode électoral modifié, qui ôtait le scrutin proportionnel à cette élection dans la plupart des départements, dont celui de Saône-et-Loire. En raison aussi de la diminution des élus communistes enregistrée aux élections municipales de 1947

### Récapitulatif des mandats électifs
- Conseiller municipal de Saint-Firmin : 1935 - 1940 (déchu de son mandat)
- Conseiller municipal du Creusot : 1945 - 1959 (maire-adjoint : 1945 - 1947)
- Député de Saône et Loire (1re Assemblée constituante) : 21 octobre 1945 - 10 juin 1946
- Député de Saône-et-Loire (2e Assemblée constituante) : 2 juin 1946 - 27 novembre 1946
- Conseiller de la République (sénateur) : 8 décembre 1946 - 7 novembre 1948